# Pedro José Pézerat
Pedro José Pézerat, nascido Pierre Joseph Pézerat (La Guiche, 1801 — Lisboa, Portugal, 1 Maio de 1872). Foi um arquitecto e engenheiro francês, com importante obra no Brasil e em Portugal. 

## Biografia e obra

### Formação
Nasceu em La Guiche, na Borgonha e, em 1821, formou-se no curso de engenharia civil na Escola Politécnica de Paris. Na mesma cidade estudou na Academia de Arquitectura.

### No Brasil

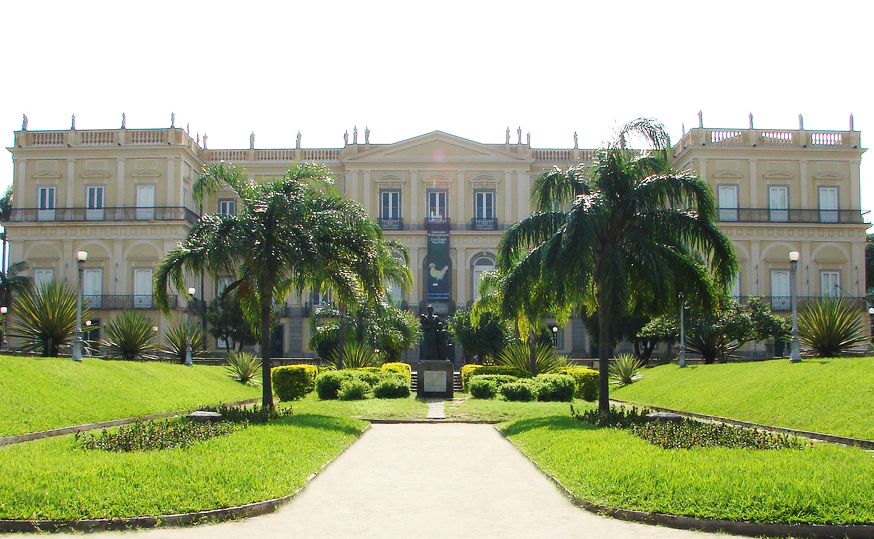
Fachada neoclássica do Paço de São Cristóvão

Em 1825 viajou ao Brasil, onde, como parte da Academia Militar do Rio de Janeiro, trabalhou na execução de planos geodésicos e mapas. O Imperador D. Pedro I contratou-o como engenheiro particular e, a partir de 1828, como arquiteto imperial. Entre 1824 e 1827, remodelou o casarão colonial que D. Pedro I havia comprado à Marquesa de Santos, dando-lhe uma fisionomia neoclássica. Atualmente, o casarão é sede do Museu do Primeiro Reinado. Entre 1828 e 1831, também trabalhou na remodelação do Paço de São Cristóvão, na Quinta da Boa Vista, que adquiriu uma aparência neoclássica depois de sua intervenção.
Após a abdicação ao trono de D. Pedro I, Pezerat abandonou o Brasil junto da família real, viajando à Europa como professor da jovem rainha D. Maria II. Junto com Grandjean de Montigny, Pezerat foi um dos nomes principais na arquitectura neoclássica do Império do Brasil.

### Em Portugal
Após uma passagem pela Argélia, onde trabalhou como engenheiro para o governo francês entre 1831 e 1840, Pezerat estabeleceu-se em Portugal. Começou colaborando com a Câmara Municipal de Lisboa em 1841, e em 1852 foi contratado como engenheiro da Câmara. Inicialmente ocupou-se de projetos relacionados ao abastecimento de água para a cidade, mas rapidamente envolveu-se também em vários projetos urbanísticos e arquitectónicos, como o projeto para os Banhos de São Paulo (1850) e o novo Matadouro Municipal (projeto de 1852). Em 1853, foi contratado como professor de desenho da Escola Politécnica de Lisboa e, com o engenheiro Silva e Costa, foi o responsável pela remodelação do edifício da escola, previamente danificado num incêndio. Também projetou alguns edifícios na rua da escola. Em 1861, Pezerat projetou uma remodelação do Hospital Termal Rainha D. Leonor em Caldas da Rainha (1861).
Problemas de saúde obrigaram Pezerat a viajar à França em 1859, para realizar um tratamento. A partir de então, a saúde começou a limitar sua capacidade de trabalho, mas ele continuou ocupando um posto na Câmara até sua morte. Em 1865, Pezerat foi parte da Comissão de Melhoramentos da Cidade de Lisboa e apresentou vários projetos para a revitalização e modernização urbanística da cidade, que porém foram recusados pela Câmara por limitações económicas. A partir de 1866, Domingos Parente da Silva passou a ser o arquitecto da cidade, e estabeleceu uma relação de amizade com Pezerat.
A doença de Pezerat piorou nos anos seguintes, e o engenheiro morreu em sua casa em 1872, cego e pobre. Em 1874, seu posto passou a ser ocupado pelo engenheiro Frederico Ressano Garcia, eleito num concurso.

## Obras
- Solar da Marquesa de Santos, no Rio de Janeiro (1824-1827);
- Paço de São Cristóvão no Rio de Janeiro (1828-1831);
- Edifício dos Banhos de São Paulo, em Lisboa (1850-58);
- Edifício que actualmente aloja o Museu do Hospital das Caldas, em Caldas da Rainha (1861).